# Server Side Includes
Server Side Includes (SSI) es un conjunto de directivas que se escriben en las páginas HTML y que se evalúan en el servidor web cuando se solicita la página HTML. SSI permite añadir contenido generado de forma dinámica a las páginas web, sin tener que programar toda la página mediante CGI, ASP, PHP o alguna tecnología similar.
El SSI no se encuentra estandarizado por ningún organismo, así que cada desarrollador de software de servidores web es libre de incluir e interpretar estas directivas como mejor le parezca. Por tanto, lo más recomendable es consultar la documentación del servidor web para averiguar qué directivas reconoce y con qué sintaxis.

## Directivas

### Directivas más usuales
| Directiva | Parámetros                | Descripción | Ejemplo |
| --------- | ------------------------- | --- | --- |
| include   | file, direct o virtual    | Esta es probablemente la directiva más empleada, ya que permite incluir en un documento el contenido de otro documento. El parámetro file o virtual indica el archivo (HTML page, text file, script, etc.) que se desea incluir. El parámetro file indica que la ruta del archivo a incluir es relativa a la ruta del documento actual; el parámetro virtual indica que la ruta del archivo a incluir es relativa a la raíz de la ruta del documento actual. | <!--#include virtual="header.html" --> o <!--#include file="footer.html" -->                                                     |
| exec      | cgi o cmd                 | Esta directiva ejecuta un programa, script o comando del sistema operativo. | <!--#exec cgi="/cgi-bin/foo.cgi" --> o <!--#exec cmd="ls -l" -->                                                                 |
| echo      | var                       | Esta directiva muestra el contenido de la variable de entorno especificada, como por ejemplo HTTP_USER_AGENT, LAST_MODIFIED y HTTP_ACCEPT. | <!--#echo var="REMOTE_ADDR" -->                                                                                                  |
| config    | timefmt, sizefmt o errmsg | Esta directiva configura el formato de visualización de las fechas, de las horas, del tamaño de los ficheros y de los mensajes de error (devueltos cuando una directiva SSI falla). | <!--#config timefmt="%y %m %d" --> o <!--#config sizefmt="bytes" --> o <!--#config errmsg="<b>El comando SSI ha fallado</b>" --> |
| flastmod  | file o virtual            | Esta directiva muestra la fecha cuando el documento especificado fue modificado por última vez. | <!--#flastmod virtual="index.html" -->                                                                                           |
| fsize     | file o virtual            | Esta directiva muestra el tamaño del documento. | <!--#fsize file="script.pl" -->                                                                                                  |
| printenv  |                           | Esta directiva muestra una lista de todas las variables de entorno con sus respectivos valores. | <!--#printenv --> |